# Saint-Lieux-lès-Lavaur
Saint-Lieux-lès-Lavaur è un comune francese di 856 abitanti situato nel dipartimento del Tarn nella regione dell'Occitania.

## Società

### Evoluzione demografica
Abitanti censiti